# Ungebetene Weihnachtsgäste
Ungebetene Weihnachtsgäste ist ein US-amerikanischer Zeichentrick-Kurzfilm von Jack Hannah aus dem Jahr 1949.

## Handlung
Ahörnchen und Behörnchen werden im Winterschlaf von Donald Duck gestört, der neben ihrer Baumhöhle einen Weihnachtsbaum schlägt. Sie folgen Donald zu seiner Hütte im Wald, die voller Weihnachtsgeschenke und Süßigkeiten ist. Da sich auch Nüsse unter den weihnachtlichen Gaben befinden, verschaffen sich die beiden Backenhörnchen über den Briefschlitz Zugang zum Haus. Der Versuch, die Nüsse über einen Spielzeuglaster abzutransportieren, schlägt fehl, als Donald eine Spielzeugschranke vor dem Laster zugehen lässt und die Nüsse an sich nimmt.
Donald verkleidet sich als Weihnachtsmann und beschenkt die beiden Hörnchen mit unterschiedlich großen Nüssen. Zunächst führt das zu Zwietracht zwischen beiden, doch entpuppt sich die größere Nuss als Pistolenbehältnis und Ahörnchen und Behörnchen werden von Donald bedroht. Es kommt zum Krieg zwischen Donald und den Hörnchen: Er beschießt beide mit einer Flinte, die mit Nüssen geladen ist, während sie ihn mit Tomaten und anderen Dingen bombardieren. Am Ende kommt ein Telefon ins Spiel, über das weitere Dinge explodieren. Als Donald eine Dynamitstange in sein Telefon stopft und die Hörnchen anruft, nehmen die nicht ab, sondern schalten einen Rückruf, den wiederum Donald entgegennimmt. Die anschließende Explosion führt zur Kapitulation des Erpels – die beiden Backenhörnchen ziehen nun mit Nüssen beladen ab.

## Produktion
Ungebetene Weihnachtsgäste kam am 16. Dezember 1949 als Teil der Disney-Trickfilmserie Donald Duck in Technicolor in die Kinos. Nach Squatter’s Rights im Jahr 1947 und Donald, der Nußdieb 1948 war es der dritte Trickfilm um die zwei Backenhörnchen, der für einen Oscar nominiert wurde.

## Synchronisation
| Rolle       | Originalsprecher |
| ----------- | ---------------- |
| Donald Duck | Clarence Nash    |
| Ahörnchen   | Jimmy MacDonald  |
| Behörnchen  | Dessie Flynn     |

## Auszeichnungen
Ungebetene Weihnachtsgäste wurde 1950 für einen Oscar in der Kategorie „Bester animierter Kurzfilm“ nominiert, konnte sich jedoch nicht gegen Dicke Luft durchsetzen.